# Torneo de Båstad
El Torneo de Båstad (oficialmente y por patrocinio Nordea Open) es un torneo profesional de tenis que se disputa en Suecia, dentro del calendario de la ATP y de la WTA. Se juega sobre tierra batida al aire libre como parte de la gira de verano europea de torneos sobre esa superficie.
En su rama masculina es el torneo más tradicional de Suecia, disputandose desde 1948, y por él han pasado grandes jugadores. El torneo fue elegido por los propios jugadores profesionales como el "Torneo del año" en 5 ocasiones consecutivas entre 2002 y 2006. Pertenece a la categoría ATP 250.
Torneo considerado en 11 ocasiones consecutivas (entre 2002 y 2012) como el mejor torneo ATP 250, y que lo conseguiría nuevamente en 2023.
El jugador que más veces lo ha ganado ha sido Magnus Gustafsson, en 4 ocasiones.
En su versión femenina fue añadido al calendario oficial de la WTA desde el 2009 hasta el 2017, y perteneció a la categoría WTA International. A partir del año 2019 el torneo pasó a formar parte de la categoría WTA 125s.

## Palmarés

### Individual masculino
| Año  | Campeón                                  | Subcampeón                               | Resultado                                |
| ---- | ---------------------------------------- | ---------------------------------------- | ---------------------------------------- |
| 1974 | Björn Borg                               | Adriano Panatta                          | 6-3, 6-0, 6-7, 6-3                       |
| 1975 | Manuel Orantes                           | José Higueras                            | 6-0, 6-3                                 |
| 1976 | Antonio Zugarelli                        | Corrado Barazzutti                       | 4-6, 7-5, 6-2                            |
| 1977 | Corrado Barazzutti                       | Balazs Taroczy                           | 7-6, 6-7, 6-2                            |
| 1978 | Björn Borg                               | Corrado Barazzutti                       | 6-1, 6-2                                 |
| 1979 | Björn Borg                               | Balasz Taroczy                           | 6-1, 7-5                                 |
| 1980 | Balasz Taroczy                           | Tony Giammalva                           | 6-3, 3-6, 7–6                            |
| 1981 | Thierry Tulasne                          | Anders Jarryd                            | 6-2, 6-3                                 |
| 1982 | Mats Wilander                            | Henrik Sundstrom                         | 6-4, 6-4                                 |
| 1983 | Mats Wilander                            | Anders Jarryd                            | 6-1, 6-2                                 |
| 1984 | Henrik Sundstrom                         | Anders Jarryd                            | 3-6, 7-5, 6-3                            |
| 1985 | Mats Wilander                            | Stefan Edberg                            | 6-1, 6-0                                 |
| 1986 | Emilio Sánchez Vicario                   | Mats Wilander                            | 7-6, 4-6, 6-4                            |
| 1987 | Joakim Nystrom                           | Stefan Edberg                            | 4-6, 6-0, 6-3                            |
| 1988 | Marcelo Filippini                        | Francesco Cancellotti                    | 2-6, 6-4, 6-4                            |
| 1989 | Paolo Cane                               | Bruno Oresar                             | 7-6, 7-6                                 |
| 1990 | Richard Fromberg                         | Magnus Larsson                           | 6-2, 7-6                                 |
| 1991 | Magnus Gustafsson                        | Alberto Mancini                          | 6-1, 6-2                                 |
| 1992 | Magnus Gustafsson                        | Tomás Carbonell                          | 5-7, 7-5, 6-4                            |
| 1993 | Horst Skoff                              | Ronald Agenor                            | 7-5, 1-6, 6-0                            |
| 1994 | Bernd Karbacher                          | Horst Skoff                              | 6-4, 6-3                                 |
| 1995 | Fernando Meligeni                        | Christian Ruud                           | 6-4, 6-4                                 |
| 1996 | Magnus Gustafsson                        | Andrei Medvedev                          | 6-1, 6-3                                 |
| 1997 | Magnus Norman                            | Juan Antonio Marín                       | 7-5, 6-2                                 |
| 1998 | Magnus Gustafsson                        | Andrei Medvedev                          | 6-2, 6-3                                 |
| 1999 | Juan Antonio Marín                       | Andreas Vinciguerra                      | 6-4, 7-6(4)                              |
| 2000 | Magnus Norman                            | Andreas Vinciguerra                      | 6-1, 7-6(6)                              |
| 2001 | Andrea Gaudenzi                          | Bohdan Ulihrach                          | 7-5, 6-3                                 |
| 2002 | Carlos Moyá                              | Younes El Aynaoui                        | 6-3, 2-6, 7-5                            |
| 2003 | Mariano Zabaleta                         | Nicolás Lapentti                         | 6-3, 6-4                                 |
| 2004 | Mariano Zabaleta                         | Gastón Gaudio                            | 6-1, 4-6, 7-6(4)                         |
| 2005 | Rafael Nadal                             | Tomáš Berdych                            | 2-6, 6-2, 6-4                            |
| 2006 | Tommy Robredo                            | Nikolay Davydenko                        | 6-2, 6-1                                 |
| 2007 | David Ferrer                             | Nicolás Almagro                          | 6-1, 6-2                                 |
| 2008 | Tommy Robredo                            | Tomáš Berdych                            | 6-4, 6-1                                 |
| 2009 | Robin Söderling                          | Juan Mónaco                              | 6-3, 7-6(4)                              |
| 2010 | Nicolás Almagro                          | Robin Söderling                          | 7-5, 3-6, 6-2                            |
| 2011 | Robin Soderling                          | David Ferrer                             | 6-2, 6-2                                 |
| 2012 | David Ferrer                             | Nicolás Almagro                          | 6-2, 6-2                                 |
| 2013 | Carlos Berlocq                           | Fernando Verdasco                        | 7-5, 6-1                                 |
| 2014 | Pablo Cuevas                             | João Sousa                               | 6-2, 6-1                                 |
| 2015 | Benoît Paire                             | Tommy Robredo                            | 7-6(7), 6-3                              |
| 2016 | Albert Ramos                             | Fernando Verdasco                        | 6-3, 6-4                                 |
| 2017 | David Ferrer                             | Alexandr Dolgopolov                      | 6-4, 6-4                                 |
| 2018 | Fabio Fognini                            | Richard Gasquet                          | 6-3, 3-6, 6-1                            |
| 2019 | Nicolás Jarry                            | Juan Ignacio Lóndero                     | 7-6(7), 6-4                              |
| 2020 | No disputado por la pandemia de COVID-19 | No disputado por la pandemia de COVID-19 | No disputado por la pandemia de COVID-19 |
| 2021 | Casper Ruud                              | Federico Coria                           | 6-3, 6-3                                 |
| 2022 | Francisco Cerúndolo                      | Sebastián Báez                           | 7-6(4), 6-2                              |
| 2023 | Andrey Rublev                            | Casper Ruud                              | 7-6(3), 6-0                              |
| 2024 | Nuno Borges                              | Rafael Nadal                             | 6-3, 6-2                                 |
| 2025 | Luciano Darderi                          | Jesper de Jong                           | 6-4, 3-6, 6-3                            |

### Individual femenino
| Año  | Campeona                                 | Subcampeona                              | Resultado                                |
| ---- | ---------------------------------------- | ---------------------------------------- | ---------------------------------------- |
| 2009 | María José Martínez                      | Caroline Wozniacki                       | 7-5, 6-4                                 |
| 2010 | Aravane Rezai                            | Gisela Dulko                             | 6-3, 4-6, 6-4                            |
| 2011 | Polona Hercog                            | Johanna Larsson                          | 6-4, 7-5                                 |
| 2012 | Polona Hercog                            | Mathilde Johansson                       | 0-6, 6-4, 7-5                            |
| 2013 | Serena Williams                          | Johanna Larsson                          | 6-4, 6-1                                 |
| 2014 | Mona Barthel                             | Chanelle Scheepers                       | 6-3, 7-6(3)                              |
| 2015 | Johanna Larsson                          | Mona Barthel                             | 6-3, 7-6(2)                              |
| 2016 | Laura Siegemund                          | Kateřina Siniaková                       | 7-5, 6-1                                 |
| 2017 | Kateřina Siniaková                       | Caroline Wozniacki                       | 6-3, 6-4                                 |
| 2018 | No celebrado                             | No celebrado                             | No celebrado                             |
| 2019 | Misaki Doi                               | Danka Kovinić                            | 6-4, 6-4                                 |
| 2020 | No disputado por la pandemia de COVID-19 | No disputado por la pandemia de COVID-19 | No disputado por la pandemia de COVID-19 |
| 2021 | Nuria Párrizas                           | Olga Govortsova                          | 6-2, 6-2                                 |
| 2022 | Su-jeong Jang                            | Rebeka Masarova                          | 3-6, 6-3, 6-1                            |
| 2023 | Olga Danilović                           | Emma Navarro                             | 7-6(4), 4-6, 6-3                         |

### Dobles masculino
| Año  | Campeones                                | Subcampeones                             | Resultado                                |
| ---- | ---------------------------------------- | ---------------------------------------- | ---------------------------------------- |
| 1990 | Ronnie Bathman Rikard Bergh              | Jan Gunnarsson Udo Riglewski             | 6-1, 6-4                                 |
| 1991 | Ronnie Bathman Rikard Bergh              | Magnus Gustafsson Anders Järryd          | 6-4, 6-4                                 |
| 1992 | Tomás Carbonell Christian Miniussi       | Christian Bergström Magnus Gustafsson    | 6-4, 7-5                                 |
| 1993 | Henrik Holm Anders Järryd                | Brian Devening Tomas Nydahl              | 6-1, 3-6, 6-3                            |
| 1994 | Jan Apell Jonas Björkman                 | Nicklas Kulti Mikael Tillström           | 6-2, 6-3                                 |
| 1995 | Jan Apell Jonas Björkman                 | Jon Ireland Andrew Kratzmann             | 6-3, 6-0                                 |
| 1996 | David Ekerot Jeff Tarango                | Joshua Eagle Peter Nyborg                | 6-4, 3-6, 6-4                            |
| 1997 | Nicklas Kulti Mikael Tillström           | Magnus Gustafsson Magnus Larsson         | 6-0, 6-3                                 |
| 1998 | Magnus Gustafsson Magnus Larsson         | Lan Bale Piet Norval                     | 6-4, 6-2                                 |
| 1999 | David Adams Jeff Tarango                 | Nicklas Kulti Mikael Tillström           | 7-6(6), 6-4                              |
| 2000 | Nicklas Kulti Mikael Tillström           | Andrea Gaudenzi Diego Nargiso            | 4-6, 6-2, 6-3                            |
| 2001 | Karsten Braasch Jens Knippschild         | Simon Aspelin Andrew Kratzmann           | 7-6(3), 4-6, 7-6(5)                      |
| 2002 | Jonas Björkman Todd Woodbridge           | Paul Hanley Michael Hill                 | 7-6(6), 6-4                              |
| 2003 | Simon Aspelin Massimo Bertolini          | Lucas Arnold Mariano Hood                | 6-7(3), 6-0, 6-4                         |
| 2004 | Mahesh Bhupathi Jonas Björkman           | Simon Aspelin Todd Perry                 | 4-6, 7-6(2), 7-6(6)                      |
| 2005 | Jonas Björkman Joachim Johansson         | José Acasuso Sebastián Prieto            | 6-2, 6-3                                 |
| 2006 | Jonas Björkman Thomas Johansson          | Christopher Kas Oliver Marach            | 6-3, 4-6, [10-4]                         |
| 2007 | Simon Aspelin Julian Knowle              | Martín García Sebastián Prieto           | 6-2, 6-4                                 |
| 2008 | Jonas Björkman Robin Söderling           | Johan Brunstrom Jean-Julien Rojer        | 6-2, 6-2                                 |
| 2009 | Jaroslav Levinsky Filip Polášek          | Robert Lindstedt Robin Söderling         | 1-6, 6-3, [10-7]                         |
| 2010 | Robert Lindstedt Horia Tecău             | Andreas Seppi Simone Vagnozzi            | 6-4, 7-5                                 |
| 2011 | Robert Lindstedt Horia Tecău             | Simon Aspelin Andreas Siljeström         | 6-3, 6-3                                 |
| 2012 | Robert Lindstedt Horia Tecău             | Alexander Peya Bruno Soares              | 6-3, 7-6(5)                              |
| 2013 | Nicholas Monroe Simon Stadler            | Carlos Berlocq Albert Ramos              | 6-2, 3-6, [10-3]                         |
| 2014 | Johan Brunström Nicholas Monroe          | Jérémy Chardy Oliver Marach              | 4-6, 7-6(5), [10-7]                      |
| 2015 | Jérémy Chardy Łukasz Kubot               | Juan Sebastián Cabal Robert Farah        | 6-7(6), 6-3, [10-8]                      |
| 2016 | Marcel Granollers David Marrero          | Marcus Daniell Marcelo Demoliner         | 6-2, 6-3                                 |
| 2017 | Julian Knowle Philipp Petzschner         | Sander Arends Matwé Middelkoop           | 6-2, 3-6, [10-7]                         |
| 2018 | Julio Peralta Horacio Zeballos           | Simone Bolelli Fabio Fognini             | 6-3, 6-4                                 |
| 2019 | Sander Gillé Joran Vliegen               | Federico Delbonis Horacio Zeballos       | 6-7(5), 7-5, [10-5]                      |
| 2020 | No disputado por la pandemia de COVID-19 | No disputado por la pandemia de COVID-19 | No disputado por la pandemia de COVID-19 |
| 2021 | Sander Arends David Pel                  | Andre Begemann Albano Olivetti           | 6-4, 6-2                                 |
| 2022 | Rafael Matos David Vega Hernández        | Simone Bolelli Fabio Fognini             | 6-4, 3-6, [13-11]                        |
| 2023 | Gonzalo Escobar Aleksandr Nedovyesov     | Francisco Cabral Rafael Matos            | 6-2, 6-2                                 |
| 2024 | Orlando Luz Marcelo Melo                 | Manuel Guinard Grégoire Jacq             | 7-5, 6-4                                 |
| 2025 | Guido Andreozzi Sander Arends            | Adam Pavlásek Jan Zieliński              | 6-7(4), 7-5, [10-6]                      |

### Dobles femenino
| Año  | Campeonas                                | Subcampeonas                               | Resultado                                |
| ---- | ---------------------------------------- | ------------------------------------------ | ---------------------------------------- |
| 2009 | Gisela Dulko Flavia Pennetta             | Nuria Llagostera María José Martínez       | 6-2, 0-6, [10-5]                         |
| 2010 | Gisela Dulko Flavia Pennetta             | Renata Voráčová Barbora Záhlavová-Strýcová | 7-6(0), 6-0                              |
| 2011 | Lourdes Domínguez María José Martínez    | Nuria Llagostera Arantxa Parra             | 6-3, 6-3                                 |
| 2012 | Catalina Castaño Mariana Duque           | Eva Hrdinová Mervana Jugić-Salkić          | 4-6, 7-5, [10-5]                         |
| 2013 | Anabel Medina Klára Zakopalová           | Alexandra Dulgheru Flavia Pennetta         | 6-1, 6-4                                 |
| 2014 | Andreja Klepač María Teresa Torró        | Jocelyn Rae Anna Smith                     | 6-1, 6-1                                 |
| 2015 | Kiki Bertens Johanna Larsson             | Tatjana Maria Olga Savchuk                 | 7-5, 6-4                                 |
| 2016 | Andreea Mitu Kateřina Siniaková          | Lesley Kerkhove Lidziya Marozava           | 6-3, 7-5                                 |
| 2017 | Quirine Lemoine Arantxa Rus              | María Irigoyen Barbora Krejčíková          | 3-6, 6-3, [10-8]                         |
| 2018 | No celebrado                             | No celebrado                               | No celebrado                             |
| 2019 | Misaki Doi Natalia Vikhlyantseva         | Alexa Guarachi Danka Kovinić               | 7-5, 6-7(4), [10-7]                      |
| 2020 | No disputado por la pandemia de COVID-19 | No disputado por la pandemia de COVID-19   | No disputado por la pandemia de COVID-19 |
| 2021 | Mirjam Björklund Leonie Küng             | Tereza Mihalíková Kamilla Rakhimova        | 5-7, 6-3, [10-5]                         |
| 2022 | Misaki Doi Rebecca Peterson              | Mihaela Buzărnescu Irina Khromacheva       | ret.                                     |
| 2023 | Irina Khromacheva Panna Udvardy          | Eri Hozumi Su-jeong Jang                   | 4-6, 6-3, [10-5]                         |